# Viking–1
A Viking–1 az Egyesült Államok első olyan űrszondája volt, amelyet a NASA a Mars felszínére küldött. A szonda felbocsátására szervezett Viking-program keretében Viking–2 néven egy ikerszonda is sikeresen Marsot ért. A páros küldetés célja a marsi élet nyomainak felkutatása volt.

## A szonda
Az USA első, leszállásra szánt marsszondája két fő egységből állt: leszállóegységből és keringő egységből. A szonda együttesen elérte a 3527 kg-os tömeget, amelyből a leszállóegység 572, a keringő egység 883 kg üres tömeget képviselt. A szondával az első hosszútávú, komplex marsi megfigyelési program végrehajtását irányozták elő a tervezők. A leszállóegység/keringő egység páros egymást kiegészítve mind lokális, mind globális információkat tudott szolgáltatni a vörös bolygóról.

### A leszállóegység
A szonda leszállóegységét a marsi légkörbe való belépés túlélésére, sima talajtérésre és végül tudományos program elvégzésére tervezték. A szonda teste egy szabálytalan hatszög alakú vázszerkezetre épült: a hatszög hosszabbik oldalon 1090 mm, a rövidebb oldalon 560 mm volt. A talajon három, lökéscsillapítóval felszerelt, 1,3 méter magas láb tartotta meg a szondát, amelyek kör alakú talpakban végződtek. A földi felszállás előtt gondosan sterilizálták a leszállóegységet, majd  hermetikus burkolattal látták el, amely az ellen védte az egységet, hogy valamilyen földi mikroorganizmus hozzáférkőzhessen és azt elvigye a Marsra (és esetleg azt mutassa ki marsi élőlényként a kísérletek során). Ilyen földi mikrobafertőzés egyébként korábban a Surveyor-programban is történt, a Surveyor–3 a Holdra vitt streptococcus mitis baktériumokat.
A leszállást ejtőernyő és fékezőrakéták kombinált alkalmazásával hajtotta végre a Viking–1 (egy 16 méter átmérőjű fő fékezőernyő lassított 1,5 km magasságig, majd ott fékezőrakéták kapcsolódtak be automatikusan és egészen a talajtérésig működésben maradtak). A fékezőernyők egy szokatlanul hosszú, 30 méteres függesztéken kapcsolódtak a szondatesthez.  A marsi légkör ugyan ritka, de még mindig komoly hőterhelést jelent a leszállás – a Viking szondák 1500 °C-ra hevültek a légköri súrlódástól így a szondát hőpajzzsal is felszerelték. (Összehasonlításul: a földi légköri visszatérésnél elméletileg 7500 °C is kialakulhat, a megszokott hőmérsékleti csúcsérték is 2000 °C fölött van.)  Az egység energiaellátását két darab SNAP-19 plutónium generátor biztosította. Ez az eszköz – hivatalos nevén radioizotópos termoelektromos generátor (RTG – a plutónium-238 izotóp felhasználásával termel elektromos áramot.  A viszonylag kisméretű (28 cm magas, 58 cm átmérőjű) generátorokat a szonda két átellenes oldalán rögzítették. Ez az energiaforrás 30 W teljesítményt szolgáltatott folyamatosan, 4,4 V feszültség mellett. Ennek az energiaforrásnak egy másik altípusát, a SNAP-27-et használták az Apollo-program során az ALSEP műszerkészlet energiaellátásához. Tervezői azért választották ezt az energiatermelési módot, mert így folyamatos működést lehetett biztosítani, nem függött a szonda a megvilágítási viszonyoktól és a portól – a napelem ugyanis éjszaka nem termel áramot, és ahogy koszolódik, úgy romlik a hatásfoka. A választás sikeres volt, a szonda áramellátása 6 évig folyamatos volt.

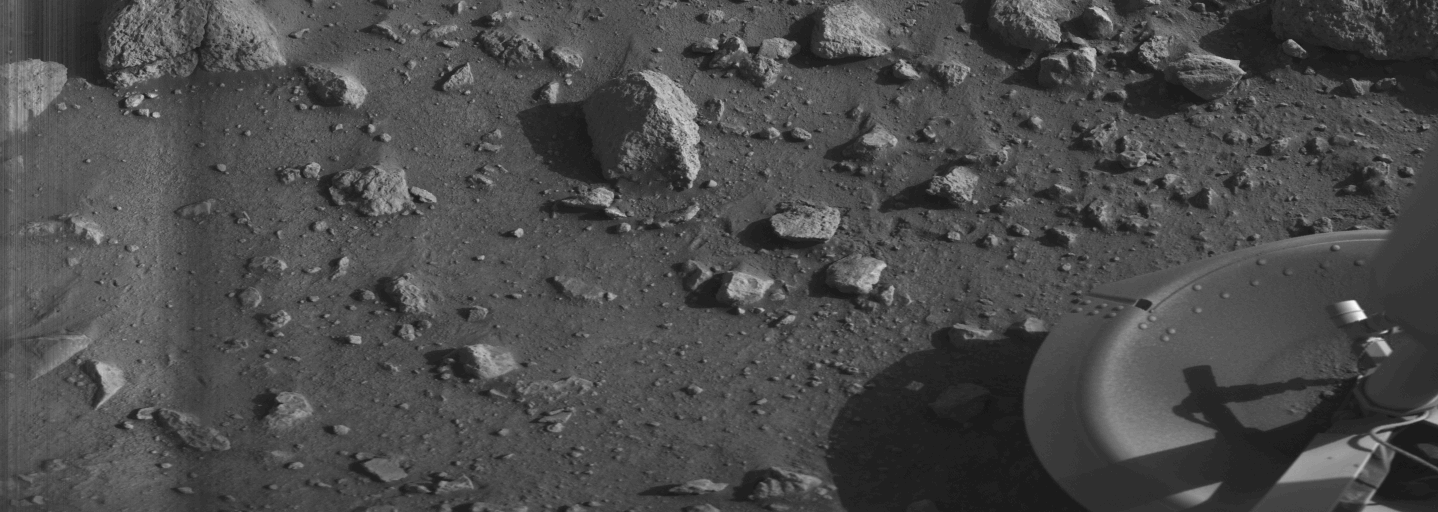
Az első fotó a Mars felszínén

A leszállóegység leszállás közbeni önálló repülését több rakétarendszer biztosította. A fékezőrakéták négy külön csokorban helyezkedtek el a testen, összesen 12 fúvókával. A rendszer 32 kN tolóerőt produkált, ezzel 180 m/s-os sebességváltozásra tudta késztetni a nagy tömegű szondát. Emellett a program szerint a szerkezet különböző tengelyek körüli elfordítását is ezen fúvókák aszimmetrikus működtetésével lehetett megoldani. A hajtóanyag hidrazin volt. A leszállás utolsó fázisában bekapcsolódó leszállórendszer rakétáiból hármat szereltek 120 fokonként a szonda vázára. Ezek a hidrazin-hajtóművek sokkal erőteljesebbek voltak, és a tolóerejük is változtatható volt 275 N és 2667 N között. A hajtóanyagul használt hidrazint felszállás előtt tisztítási eljárásnak vetették alá, hogy a talajjal érintkezve ne szennyezze be azt.
A kommunikáció két 20 W-os erősítővel megtámogatott 20 W-os adón keresztül zajlott, parabolaantennával közvetlenül a Földdel lehetett összeköttetést teremteni, – a Föld és a Mars helyzetétől függően – 253-1012 bit/másodperc átviteli sebességgel. Rendelkezésre állt még egy kisebb teljesítményű antennarendszer is, tartalékul. Ezen kívül egy 30 W-os UHF rádióadó a keringő egységet átjátszóadóként használva tudott adatokat sugározni, ennek adatátviteli sebessége 16 200 bit/másodperc volt. 
Az adatok tárolására egy 40 Mbit tárolókapacitású magnetofon szolgált, valamint a fedélzeten helyet kapott egy 6000 parancsszót memóriájába fogadni képes fedélzeti számítógép.
A "hasznos tömeg" a szonda műszerparkja volt, összesen 91 kg tömeggel. A Viking–1 műszerei:
- panoráma kamera (2 db)
- gázkromatográffal egybeépített tömegspektrometria
- szeizmométer
- meteorológiai állomás
- talajmintavevő kar

A Viking–1 leszállóegységét 1982 januárjában átkeresztelték Thomas Mutch Emlékállomásra, a nem sokkal korábban hegymászóbalesetben elhunyt bolygókutató tiszteletére.

### A keringő egység
A Viking–1 keringő egysége kettős feladatot látott el. Egyrészt maga is tudományos megfigyelési programot végzett, másrészt rádiós átjátszó állomásként funkcionált a leszállóegységnek. Felépítése a Mariner–9-en – egy 1971-ben a Marshoz küldött sikeres szondán – alapult. Az alap platform, az űrszonda teste egy 2,5 méter fesztávolságú nyolcszög volt, négy hosszabb (1397 mm-es) és négy rövidebb (508 mm-es) oldallal. Az alap platformon összesen 16 különböző  moduláris műszerrekeszt helyeztek el – hármat-hármat a hosszú, egyet-egyet a rövidebb oldalakon. A keringő egység (leszállóegység alul levő csatlakozási pontjától a hordozórakéta felül elhelyezett rögzítési pontjáig – 3,29 m magas volt. A kibocsátott napelemtáblákkal 9,7 m fesztávolságú volt. Tömege feltöltve 2328 kg volt, amelyből a hajtóanyag 1445 kg-ot tett ki.

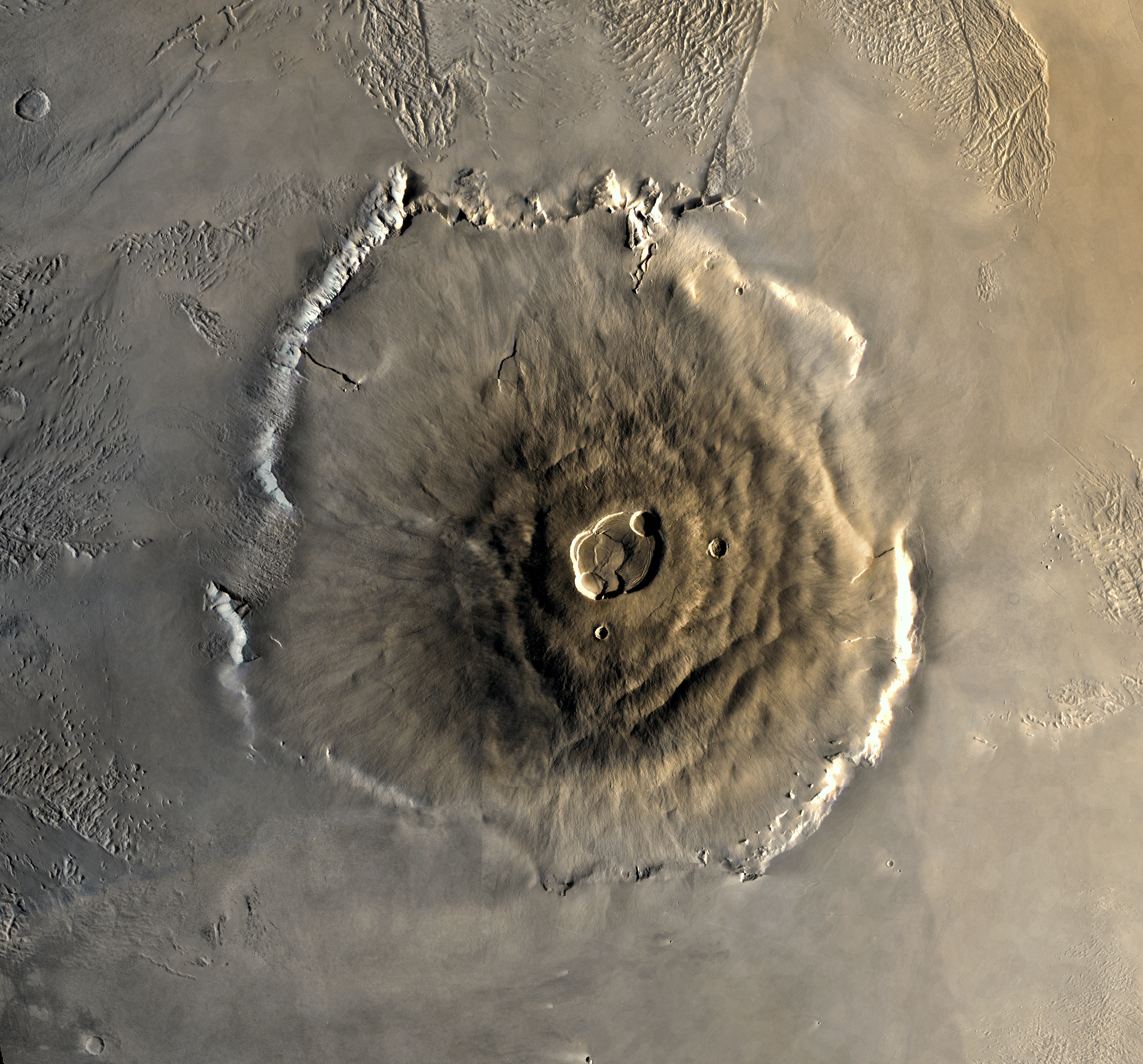
A Naprendszer legnagyobb hegye a Marson, az Olympus Mons a Viking Orbiter képén

A keringő egység energiaellátását napelemekkel oldották meg. A négy napelemszárnyon 34 800 fényérzékeny cella termelt energiát (15 négyzetméteren), összesen 620 W-ot. Emellett rendelkezésre állt energiatárolásra 2 db 30 Ah-ás nikkel-kadmium akkumulátor is. A stabilizációt 6 giroszkóppal, a Napra és a csillagokra tájolt navigációs rendszerrel oldották meg. A szonda hossztengelyét a Napra stabilizálták, a szenzorok a Nap helyzetéhez képest nem engedték meg a tengely bólintó, vagy legyező irányú elmozdulását, a tengely körüli nem kívánt elfordulást pedig a Canopusra irányzott csillagérzékelő szenzor akadályozta meg. A kétoldalú kapcsolatot több rádióadó tette lehetővé: egy 20 W teljesítményű, 2,3 GHz-en sugárzó, és egy 8,4 GHz-en forgalmazó adó, az előbbihez 2 db TWTA erősítő csatlakozott. Az adatok fogadását egy 2,1 GHz-en működő vevő biztosította az 1,5 méter átmérőjű parabolaantennán és egy másik (kisebb teljesítményű) fix rúdantennán keresztül. A tudományos adatok tárolására egy kazettás magnetofont használtak, amelynek 1280 Mbit tárolókapacitása volt.
A tudományos műszerek egy csoportjának (a légköri vízpára mérőeszközének, az infravörös térképező kamerának és a látható fény tartományában működő kamerának) külön, hőmérsékletszabályozott, forgatható rekeszt alakítottak ki a fő platformon. A műszerpark összesen 72 kg-ot tett ki az össztömegen belül.

## A küldetés
A Viking–1 programját eredetileg nem szabták hosszúra a tervezők, a leszállóegység 60 napos, a keringő egység 90 napos küldetést kapott. Ezzel szemben a berendezések hosszú élettartama miatt a küldetést évekkel lehetett kiterjeszteni, a keringő egységét 4 évvel, a leszállóegységét több mint 6 évvel.

### Az odaút
A Viking űrszonda egy Titan/Centaur rakétán indult Cape Canaveral-ről 1975. augusztus 20-án. A repülés 10 hónapig tartott, addig a szonda készenléti állapotban működött.
A műveletek 40 nappal a marsi keringési pályára állás előtt kezdődtek, a Viking–1 berendezéseinek felébresztésével, műszerkalibrációkkal, pályakorrekcióval, és megfigyelésekkel. Ekkor egy komoly probléma merült fel: a hajtóanyagtartályok nyomás alá helyezéséhez használt hélium-rendszer kilyukadt. A hélium nem elszökött, hanem a hajtóanyag és oxidálóanyag tartályokba ürült, kritikusra emelve a tartály belső nyomását, robbanással fenyegetve az űreszközt. A megoldás két – soron kívüli – pályakorrekció volt, amely ugyan feleslegesen fogyasztott a hajtóanyagból, de a kritikus érték alá csökkentette a nyomást – igaz, hogy eltolta a marsi pálya beérkezési pontját.
Öt nappal a Mars körüli pályára állás előtt aktiválódott a szonda kamerája és ekkor láthatott először az emberiség jó felbontású, színes felvételeket a külső bolygószomszédunkról. 
1976. június 19-én kezdett Mars körüli pályára állni. Kezdetben 1514x50 300 km-es elnyújtott ellipszis volt, amelyet 42,6 óra alatt járt be. Később, június 21-én a pontosabb leszállás érdekében tovább alakították a Mars körüli pályát, a végső pálya 1514x32 800 km, a keringési idő 24  óra 39 perc 36 mp volt.

### A leszállás
A fő küldetési célra, a leszállásra az Egyesült Államok államalapításának bicentenáriumi ünnepségei keretében, 1976. július 4-én, a nemzeti ünnepen került volna sor, de a Mars körüli pályáról készített fényképek alapján az eredetileg kiválasztott leszállóhely nem volt megfelelő, ezért a mérnököknek újat kellett választaniuk a korábban tartaléknak jelöltekből. (Ez volt a világ első olyan bolygókutatási programja, amelyben a leszállóegység számára a szonda saját felmérései alapján – in situ – választottak biztonságos leszállóhelyet.) A szonda képeinek felbontása elég rossz volt, 100 méter volt a legkisebb kivehető képpont – "amerikai mértékegységben": mint egy baseballstadion –, ezért a hatalmas areciboi rádiótávcsővel próbáltak részletesebb képet kapni a kiszemelt felszíni részről. A radarmérések ellentmondtak a fényképeknek (ahol a képek sima felszínt mutattak, ott a radar hepehupás felszínt). Végül a mérések alapján az eredeti helytől kissé nyugatra megtalálták a megfelelő helyet.
A leszállásra végül csak a tervezetthez képest két héttel később, 1976. július 20-án került sor. Ennek keretében a leszállóegység levált a keringő egységről 8:51-kor (UTC), és három óra múltán – 11:56:06-kor (UTC) – sikeresen leszállt a Chryse Planitia síkságán.
A leszállás előtt először a 4 km/s keringési sebességet kellett lecsökkenteni fékezőrakétákkal. Ezt követően a szonda szabadesésben zuhant a felszín felé, ballisztikus pályán, csak a légkör súrlódása lassította. 6 km-es magasságban a leszállóegység már csak 250 m/s sebességgel repült, ekkor aktiválódott a főernyő. Ez 45 másodperc alatt 60 m/s-ra csökkentette a zuhanás sebességét. Az ejtőernyőnyitás után 7 másodperccel levált a hőpajzs, majd további 8 másodperc múlva kinyílt a három láb is. 1,5 km magasságban beindultak a leszálláshoz használt fékezőrakéták és 40 másodperc alatt 2,4 m/s-ra lassították a süllyedést (a 18 rakétafúvókát úgy tervezték, hogy leérkezve a talajra ne okozzanak 1 °C-nál nagyobb hőmérsékletváltozást a talaj legfelső, maximum 1 mm-es rétegében). A szonda végül ezzel a sebességgel simán, problémamentesen ért a talajra.
A NASA a szonda ereszkedését is tudományos adatgyűjtésre használta. A védőburkolaton két főműszer is helyet kapott, melyek a légköri ereszkedés közben vizsgálták a külső környezetet: egy „felső légköri  tömegspektrométer” és egy „késleltetett potenciál analizátor”. Emellett nyomás- és hőmérséklet-érzékelők is rögzítették ereszkedés közben az atmoszféra adatait.

### Marsfelszíni vizsgálatok
A szonda a leszállást követően szó szerint azonnal megkezdte az adatok közvetítését, 25 másodperccel a leszállás után elkezdte az első panorámafelvétel sugárzását. Ez a kép egy apróbb-nagyobb kövekkel behintett síkságot tárt fel, a távolban pár lankás dombháttal. (Érdekes eset volt az első kép fogadása: a NASA szakemberek türelmetlenek voltak és helytelen színekkel látták el és tették közzé az első képet. A képek nyersen, fekete-fehéren érkeztek, a színeket különböző szűrők alkalmazásával jelenítették meg, ám a kalibrációs színskála képe csak később érkezett meg a rádión sugárzott adatfolyamban, amit nem vártak meg, hanem a képanalizáló szakember abból a hibás feltételezésből indult ki, hogy az ég kék. A valós színek szerint elkészített kép még furcsább volt, az ég rózsaszín volt rajta és a többi szín is már árnyalatot kapott.

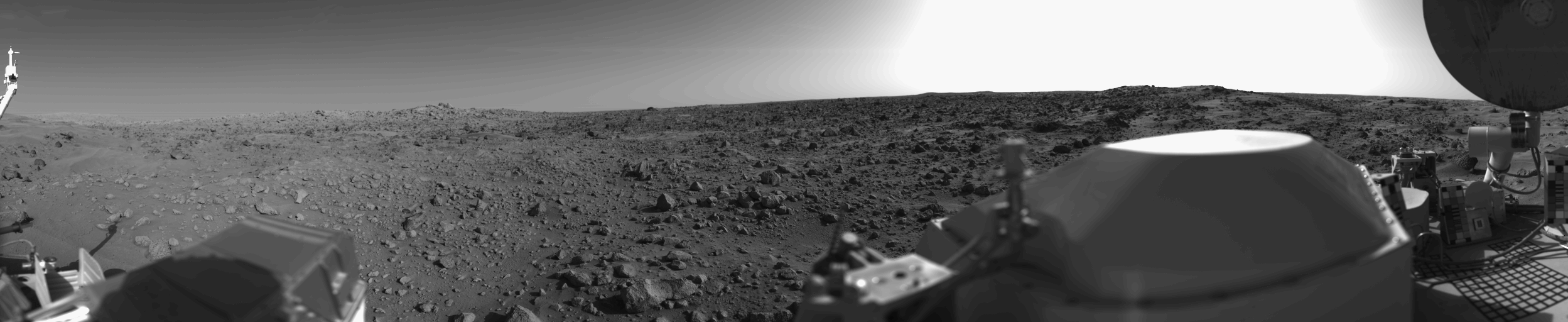
A Viking-1 első panorámafotója a felszínre érkezés után

A szonda legfontosabb programjának a leszállóegység kutatásai számítottak, a tervezők az egykori vagy jelenbeli marsi élet jeleinek megtalálását bízták a szondára. A kísérletek kiindulási pontja az a feltételezés volt, hogy marsi élet is csak vizet tartalmazó talajban lehet. 
A kísérletek a következők voltak:
- hőbontásos kísérlet: Ez abból a feltételezésből indult ki, hogy az esetleges marsi élőlények anyagcseréjének a légkör szén-dioxidja lehet az alapja, és a szén beépül az organizmusok szervezetébe (fotoszintézis útján). Ehhez az ásókarral talajmintát vettek, 15-17 Celsius-fokon működő inkubátorba helyezték és radioaktívan jelzett szén-dioxid, illetve szén-monoxid gázt fújattak be, mint kvázi marsi légkört. A talajt xenonlámpával világították és öt napig tenyésztették (az egymás után végzett kísérleteknél a xenonos megvilágítást néha elhagyták). Az inkubálási időszak végén a talajmintát 625 °C-ra hevítették és figyelték, hogy van-e a távozó gázokban a radioaktívan jelölt molekulákból. A kísérletsorozat során fordult elő pozitív és negatív eredmény egyaránt, így ez a kísérlet nem döntötte el a kérdést egyértelműen.
- radioaktív tápoldatos kísérlet: Ennek során az volt a feltételezés, hogy egyes marsi organizmusok képesek a szerves anyagok lebontására és a szén kivonására. Ezért ismét marstalajt tenyésztettek, ezúttal marsi légkört engedve az inkubátorba. A talajt radioaktívan jelzett tápoldattal kezelték, hogy majd abból a talajban esetleg benne lévő élőlények „táplálkozni fognak”. A 11 napon át folyó tenyésztéstől azt várták, hogy az inkubátor légkörében a folyamat során emelkedik a radioaktivitás. Meglepő módon a kísérlet első két órája során a sugárzás szintje jelentősen emelkedett, majd utána nem történt semmi. Mintha valóban lett volna ott élőlény, amely aztán hamarjában elpusztult. De a tudósok szerint a sugárzás kémiai reakciók miatt is emelkedhetett, ezért ezt sem vették perdöntő kísérleti eredménynek.
- gázcserélődési kísérlet: A kísérlet arra a kérdésre kereste a választ, van-e olyan marsi élőlény, amely belélegzi a marsi légkört, majd átalakítva azt, másmilyen gázt bocsát vissza a légkörbe. Gázkromatográffal folyamatosan figyelték a mintákat, hogy megváltozik-e az inkubátor légkörének összetétele, megjelennek-e a preparált gázok a légkörben. A többször végzett kísérletsorozat az előzőekhez hasonlóan többször hozott pozitív és negatív eredményt is, azaz a kémiai folyamatokra is ráfogható eredmények itt sem döntöttek perdöntően.

Az élet jeleinek keresésén kívül a marsi környezet megfigyelését célzó kutatási programot is végzett a szonda. Az egyik láb tetején elhelyezett meteorológiai állomás a hőmérsékletet, légnyomást, a szél irányát és sebességét mérte. A napi hőmérséklet -14 °C és -77 °C között változott a leszállóhelyen (a testvérszonda másik féltekén levő leszállóhelyén sokkal szélsőségesebb, +4 °C és -120 °C közötti hőmérsékletviszonyok uralkodtak). A légnyomásértékek féléves periódusban mutattak változást. A marsi télen a légkör fő alkotóelemét jelentő szén-dioxid kifagy az alacsony hőmérsékleten, csökkentve a légkörben levő mennyiséget, ezzel a légnyomást is. A Viking–1 6,8 mbar nyomást mért a déli félgömb telén – amikor a déli jégsapka kiterjedése a legnagyobb volt – és 9mbar-t, amikor a legmagasabb volt a légnyomás, míg a Viking-2 északi féltekén mért légnyomásbeli szélsőértékei 7,3- és 10,8 mbar voltak (összehasonlításul a földi átlagos légnyomás 1000 mbar). A marsi szelek mérése az előzetesen várthoz képest már eredményeket hozott: a szelek sokkal kisebb sebességet értek el. A kutatók feltételezései szerint a nagy porviharok nagyon erős szeleket feltételeznek, ám a szonda a több éves programja során sem mért 120 km/h-nál nagyobb szélsebességet, az átlag pedig jóval ez alatt volt. A Viking–1 egyetlen sikertelen kísérlete a marsi rengések méréséhez kötődött, ugyanis a leszállóegység szeizmométere a leszállás után nem lépett működésbe.
A felszíni küldetés 2245 sol után 1982. november 13-án ért véget, egy rossz parancs miatt. A mérnökök szerettek volna egy új szoftvert feltölteni az akkumulátorok feltöltési metódusának megváltoztatására és az áramtárolási kapacitás megnövelésére, ám a feltöltéskor felülíródott az antennamozgató szoftver néhány sora is. A következő hónapok kísérletei a szondával való kapcsolatfelvételre és az antenna újrapozicionálására mind kudarcot vallottak.

### A Mars körüli keringés megfigyelései

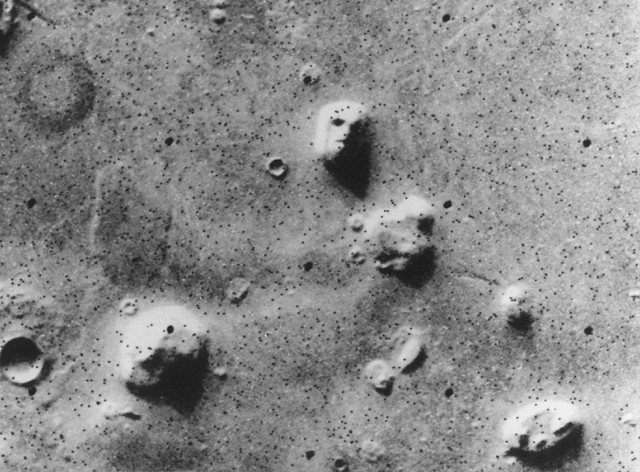
A Marsi Arc környezete a bolygó Cydonia nevű vidékén

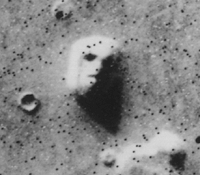
A Marsi Arc közelről

Az eredeti tervek szerinti küldetés 1976. november 5-éig, a Nap-Föld-Mars együttállásig tartott, amikor a Mars a Nap mögé kerül és szükségszerűen megszakad egy időre a kapcsolat a szondával.
A küldetés kibővített (terven felüli) része, 1976. december 14-én kezdődött, amint a bolygó előkerült a Nap takarásából. Ennek keretében a pálya marsközelpontját 300 km-re vitték le a kezdeti 1500-ról. Ezzel nagymértékben javítottak a  készíthető fényképek felbontásán. Később fokozatosan, keringésről keringésre emeltek a marsközelponton és a marstávolponton is. Végül, mielőtt a szonda végképp elfogyasztotta volna a rendelkezésre álló, pályakorrekciókra használt hajtóanyagot, a pályát 320x56 000 km-re alakították át. Ezen a pályán maradva a Viking–1 2019-ig maradhat a bolygó körül úgy, hogy nem lép be az atmoszférába, és nem zuhan le a felszínre. A manővereket 1980. augusztus 7-én fejezték be, addig 1489 keringést végzett az űrszonda, ezt tekintjük a küldetés végének.
A keringések során – a két orbiter képeit összesítve – 52 000 fotó készült, ezekkel a bolygó felszínének 97 százalékát sikerült lefedni. A földi kémműholdak előző generációját jelképező fotótechnikával az egész bolygót befogó képeken 300 méter körüli, míg a marsközelponton való áthaladáskor készített közelképeken 8 méter körüli felbontóképesség volt elérhető. A globális lefedettséget biztosító képeken hatalmas kanyonrendszerek, kiszáradt folyóvölgyek bontakoztak ki, a becsapódásos kráterek és a gigantikus vulkánok mellett. A Viking orbiterek legnagyobb eredménye ez az átfogó információtömeg a Marsról.
A keringő egységek a fényképezés során egyedi felfedezéseket is tettek. A Viking–1 egyik ilyen nagy sajtóvisszhangot keltő felvétele a Marsi Arc volt. A Marsi Arc egy másfél kilométer átmérőjű hatalmas sziklatömb, amelyet már 1976. július 25-én, a küldetés legelső szakaszában fotózott a szonda a Cydonia nevű területen. A Marsi Arc a Földről is megfigyelhető, sok találgatásra okot adó képződmény. Sokak szerint értelmes lények által faragott szoborfejről van szó, ám ezt később a Mars Global Surveyor sokkal jobb felbontású kameráinak felvételei cáfolták.

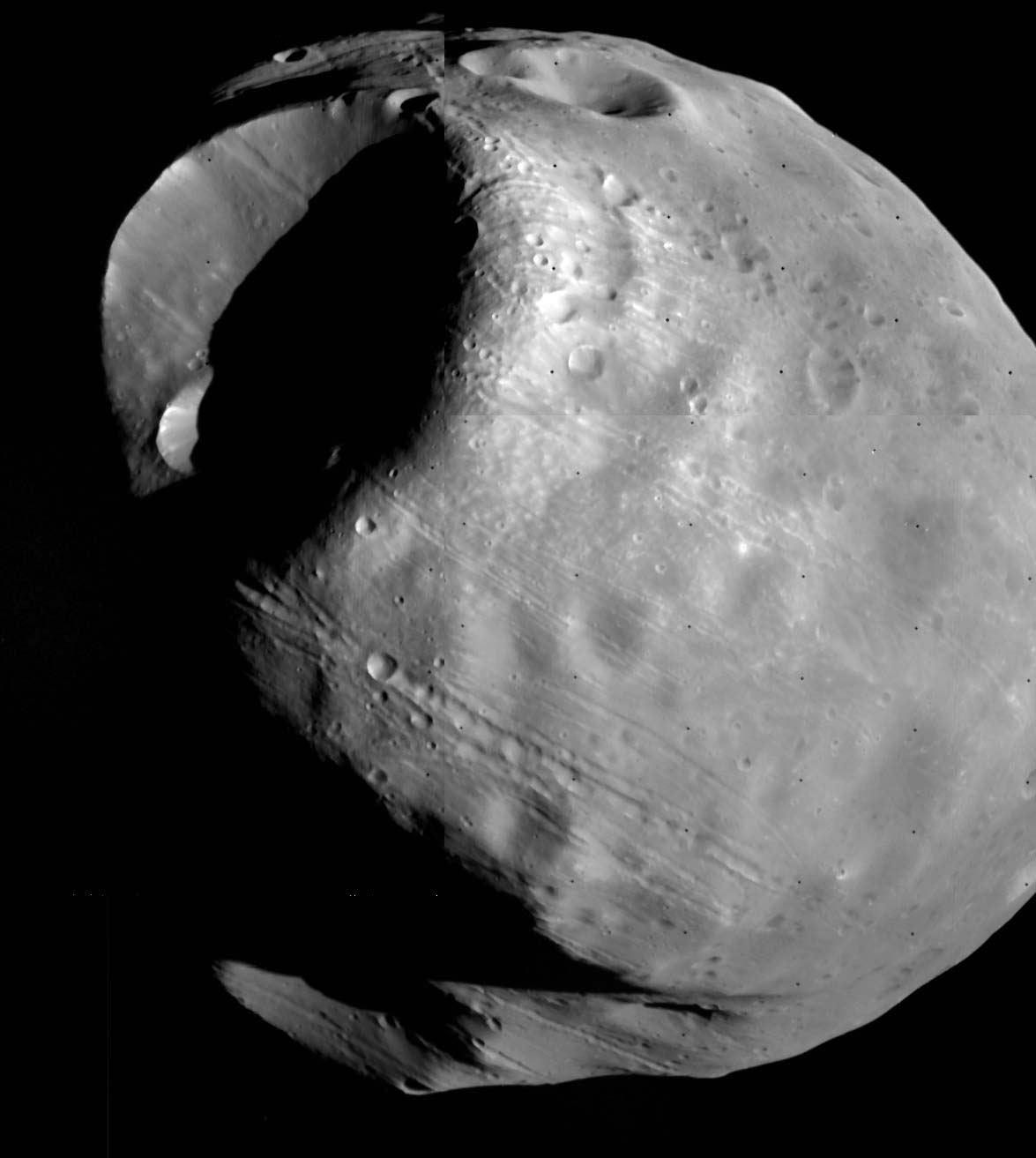
A Phobos hold a Viking-1 három képéből készült montázsán

A Viking–1 másik, kevésbé ismert részfeladata a Mars holdjainak fényképezése volt. A keringő egység többször is elrepült a Mars holdjai, a Phobos és a Deimos mellett. Ezek során a történelemben először készültek jó felbontású képek a két kis égitestről.
A fényképezés mellett a légkörről is globális adatokkal szolgáltak a keringő egységek. A Viking–1 infravörös hőtérképező kamerájával a felszíni és légkörbeli hőeloszlást, a légköri vízpára-érzékelővel pedig a légkör nedvességtartalmának eloszlását vizsgálták. A megfigyelések felfedték, hogy az északi jégsapka főként vízjégből áll, nem pedig szilárd szén-dioxidból (szárazjégből), mint ahogy azt korábban feltételezték.

## Tudományos eredmények
A Viking űrszondák olyan hatalmas mennyiségű adatot szolgáltattak az évekig tartó működésük során, hogy azok teljes körét a mai napig nem dolgozták még fel a tudósok. Az eddig feldolgozott adatokból néhány fontos következtetés azonban már levonható:
- A Mars felszíne egy vasban gazdag, nagymértékben oxidálódott agyagrétegből áll, amely nedvesség jelenlétében szabadjára engedi a megkötött oxigént.
- A felszínen nem sikerült szerves molekulákat kimutatni (a legprimitívebb életnek sem volt nyoma).
- A korábban távérzékeléssel sosem detektált nitrogén a marsi légkör fontos összetevője.
- A marsi felszín rendkívül lassan változik, sokkal lassabb az erózió, vagy más felszínformáló erő hatása, mint a Földön.
- A vízpára koncentrációja az évszakok során változik és a legnagyobb koncentráció a földrajzi helyek között vándorol. A nyár közepén az északi jégsapka pereme közelében a legnagyobb a koncentráció, amely a nyár második felében és ősszel az egyenlítő felé vándorol, miközben akár 30 százalékkal is csökken.
- A marsi légköri nyomás 30 százalékkal is változik egy marsi év alatt, ahogy a szén-dioxidgáz kifagy a sarki jégsapká(k)ban, majd újra szublimál a légkörbe.
- Az északi jégsapka főként vízjégből áll, a déli jégsapka viszont kifagyott szén-dioxidból.
- Míg a vízpára főként csak az északi féltekén van jelen nagyobb mennyiségben a légkörben, addig maga a víz valószínűleg az egész marsgömbön megtalálható, felszín alatti (permafroszt) formában.
- Az északi és a déli félgömb teljesen különbözik klímájában. Az északi félgömb páradúsabb, a déli szárazabb.
- A porviharok, amik akár az egész bolygót elborítják, főleg a déli félgömbről indulnak ki.
- A marsholdak alacsony sűrűségűek, ez átlagosan 2 g/cm3. Ez arra utal, hogy nem együtt keletkeztek a bolygóval, hanem befogott aszteroidák.
- A szondák leszálló és keringő egységeinek rádiójeleit vizsgálva igazolták Albert Einstein relativitáselméletét, mivel a pálya egyes pontjain a Nap gravitációja által elhajlított rádióhullámok hosszabb idő alatt értek el a Földre, mint amikor a Naptól távol tartózkodott a szonda. Ez a teszt 0,1 százalékos hibahatárral dolgozott, azaz minden korábbinál pontosabban volt képes igazolni, vagy cáfolni az einsteini elméletet.

## Külső hivatkozások

### Magyar források
- Almár Iván – Horváth András: Újra a Marson (Springer, 1997)

### Külföldi források
- Viking-1 Orbiter – NSSDC Master Catalog
- Viking-1 Lander – NSSDC Master Catalog